# Hypopyra bosei
Hypopyra bosei là một loài bướm đêm trong họ Erebidae.